# Bang on a Can
Bang on a Can est un ensemble musical fondé en 1987 à New York par trois compositeurs américains Julia Wolfe, David Lang et Michael Gordon pour promouvoir la musique classique contemporaine américaine. Dans la pratique de nombreux compositeurs étrangers seront joués par l'ensemble. L'ensemble (auquel ne participent pas les membres fondateurs qui interviennent en tant que directeurs artistiques et arrangeurs) est connu pour sa série de concerts annuels intitulés Marathon Concerts se déroulant chaque année dans le jardin d'hiver de l'atrium du World Financial Center à Manhattan et les tournées internationales Bang on a Can All-Stars.

## Histoire
Les trois membres fondateurs se sont rencontrés à la Yale School of Music. Ils décident de monter une formation et donnent leur premier concert en 1987 dans les galeries de SoHo avec le soutien de grands noms de la scène contemporaine américaine dont Steve Reich et John Cage. Au cours des années suivantes, l'ensemble se produit dans les plus importantes salles new-yorkaises comme le Carnegie Hall, le Lincoln Center, la Brooklyn Academy of Music. À partir de 1992, l'ensemble se produit alors avec l'appui de solistes pour former le Bang on a Can All-Stars qui joue dès lors dans de nombreux festivals internationaux.
Bang on a Can a commandé et exécuté les premières mondiales de nombreux compositeurs contemporains comme Terry Riley, Michael Nyman, John Adams, Sōmei Satō, Iva Bittová, Roberto Carnevale, Ornette Coleman, et Bun-Ching Lam.
La série annuelle des Marathon Concerts est retransmise sur WNYC, notamment dans les programmes de John Schaefer (New Sounds et Soundcheck).

## Membres
- Mark Stewart (guitare)
- Maya Beiser (violoncelle)
- Robert Black (basse)
- Lisa Moore (piano et claviers divers)
- Steven Schick (percussions)
- Evan Ziporyn (clarinette, clarinette basse)

## Discographie sélective
- 1998 : Music for Airports de Brian Eno, Point Music
- 2001 : In C de Terry Riley, Cantaloupe
- 2002 : Bang on a Can All Stars, Sony
- 2005 : Music in Fifths et Two Pages de Philip Glass, Cantaloupe
- 2010 : 2×5 de Steve Reich, Nonesuch Records